# BYD Song Max

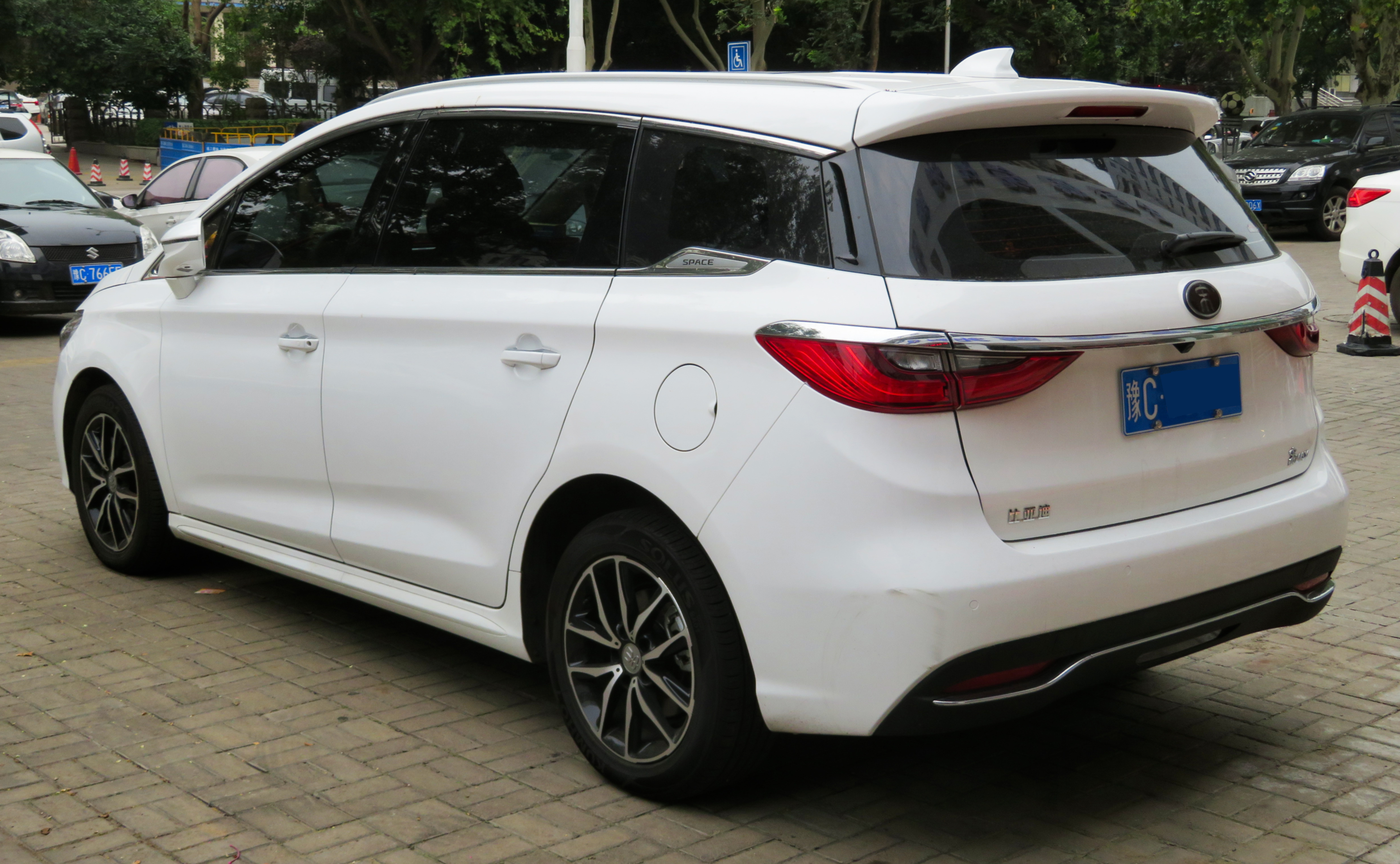
Heckansicht

Der BYD Song Max ist ein Van des chinesischen Automobilherstellers BYD Auto, einer Tochtergesellschaft des BYD-Konzerns.

## Geschichte
Der sechs- oder siebensitzige Van wird ausschließlich in China seit September 2017 verkauft. 2018 war der Song Max mit über 140.000 Einheiten das am häufigsten verkaufte Modell des Herstellers. Auf der Beijing Auto Show im April 2018 präsentierte BYD eine Plug-in-Hybrid-Variante des Vans. Sie kam gemeinsam mit einer elektrisch angetriebenen Version 2019 in den Handel.
Der Song Max ist das erste Fahrzeug des chinesischen Herstellers, das von Wolfgang Egger gestaltet wurde.

## Technische Daten
Zum Marktstart war der Song Max ausschließlich mit einem 113 kW (154 PS) starken 1,5-Liter-Ottomotor mit einem 6-Gang-Schaltgetriebe oder einem 6-Stufen-Doppelkupplungsgetriebe erhältlich. Dieser Antrieb kam unter anderem auch im BYD Qin, im BYD Song und im BYD S7 zum Einsatz. Im März 2019 folgte die Plug-in-Hybrid-Version. Ab Oktober 2019 war der Van mit batterieelektrischem Antrieb erhältlich. Seit Anfang 2022 wird der Hybrid mit dem Blade-Batterie genannten Lithium-Eisenphosphat-Akkumulator als DM-i verkauft.
|                                             | 1.5TI                            | 1.5TI                            | 1.5TI DM                         | 1.5TI DM                         | 1.5TI DM                         | 1.5TI DM                         | DM-i                        | DM-i                        | EV               |
| ------------------------------------------- | -------------------------------- | -------------------------------- | -------------------------------- | -------------------------------- | -------------------------------- | -------------------------------- | --------------------------- | --------------------------- | ---------------- |
| Bauzeitraum                                 | 09/2017–06/2019                  | 03/2019–03/2022                  | 03/2019–08/2022                  | 03/2019–08/2022                  | 03/2019–08/2022                  | 03/2019–08/2022                  | seit 01/2022                | seit 01/2022                | 10/2019–08/2022  |
| Motorkenndaten                              |                                  |                                  |                                  |                                  |                                  |                                  |                             |                             |                  |
| Motorart                                    | Ottomotor                        | Ottomotor                        | Ottomotor + Elektromotor         | Ottomotor + Elektromotor         | Ottomotor + Elektromotor         | Ottomotor + Elektromotor         | Ottomotor + Elektromotor    | Ottomotor + Elektromotor    | Elektromotor     |
| Motorbauart                                 | Reihen-Vierzylinder              | Reihen-Vierzylinder              | Reihen-Vierzylinder              | Reihen-Vierzylinder              | Reihen-Vierzylinder              | Reihen-Vierzylinder              | Reihen-Vierzylinder         | Reihen-Vierzylinder         | —                |
| Hubraum                                     | 1497 cm³                         | 1497 cm³                         | 1497 cm³                         | 1497 cm³                         | 1497 cm³                         | 1497 cm³                         | 1498 cm³                    | 1498 cm³                    | —                |
| max. Leistung Verbrennungsmotor bei min−1   | 113 kW (154 PS) / 5200           | 118 kW (160 PS) / 5200           | 113 kW (154 PS) / 5200           | 118 kW (160 PS) / 5200           | 113 kW (154 PS) / 5200           | 118 kW (160 PS) / 5200           | 81 kW (110 PS) bei 6000/min | 81 kW (110 PS) bei 6000/min | —                |
| max. Leistung Elektromotor                  | —                                | —                                | 110 kW (150 PS)                  | 110 kW (150 PS)                  | 110 kW (150 PS)                  | 110 kW (150 PS)                  | 132 kW (179 PS)             | 145 kW (197 PS)             | 120 kW (163 PS)  |
| Leistung Gesamtsystem                       | —                                | —                                | 223 kW (303 PS)                  | 228 kW (310 PS)                  | 223 kW (303 PS)                  | 228 kW (310 PS)                  | 132 kW (179 PS)             | 145 kW (197 PS)             | —                |
| max. Drehmoment Verbrennungsmotor bei min−1 | 240 Nm / 1750–3500               | 245 Nm / 1600–4000               | 240 Nm / 1750–3500               | 245 Nm / 1600–4000               | 240 Nm / 1750–3500               | 245 Nm / 1600–4000               | 135 Nm bei 4500/min         | 135 Nm bei 4500/min         | —                |
| max. Drehmoment Elektromotor bei min−1      | —                                | —                                | 250 Nm                           | 250 Nm                           | 250 Nm                           | 250 Nm                           | 316 Nm                      | 325 Nm                      | 280 Nm           |
| Drehmoment Gesamtsystem                     | —                                | —                                | 490 Nm                           | 495 Nm                           | 490 Nm                           | 495 Nm                           |                             |                             | —                |
| Kraftübertragung                            |                                  |                                  |                                  |                                  |                                  |                                  |                             |                             |                  |
| Antrieb, serienmäßig                        | Vorderradantrieb                 | Vorderradantrieb                 | Vorderradantrieb                 | Vorderradantrieb                 | Vorderradantrieb                 | Vorderradantrieb                 | Vorderradantrieb            | Vorderradantrieb            | Vorderradantrieb |
| Getriebe, serienmäßig                       | 6-Gang-Schaltgetriebe            | 6-Gang-Schaltgetriebe            | 6-Stufen-Doppelkupplungsgetriebe | 6-Stufen-Doppelkupplungsgetriebe | 6-Stufen-Doppelkupplungsgetriebe | 6-Stufen-Doppelkupplungsgetriebe | Stufenloses Getriebe        | Stufenloses Getriebe        |                  |
| Getriebe, optional                          | 6-Stufen-Doppelkupplungsgetriebe | 6-Stufen-Doppelkupplungsgetriebe | —                                | —                                | —                                | —                                | —                           | —                           | —                |
| Messwerte                                   |                                  |                                  |                                  |                                  |                                  |                                  |                             |                             |                  |
| Höchstgeschwindigkeit                       | 170 km/h                         | 170 km/h                         | 170 km/h                         | 170 km/h                         | 170 km/h                         | 170 km/h                         | 160 km/h                    | 160 km/h                    |                  |
| Beschleunigung, 0–100 km/h                  | 10,0 s                           |                                  | 7,9 s                            | 7,9 s                            | 6,9 s                            | 6,9 s                            | 8,5 s                       | 7,9 s                       |                  |
| Kraftstoffverbrauch auf 100 km (kombiniert) | 7,6 l Super                      | 7,6 l Super                      | 1,7 l Super                      | 1,7 l Super                      | 1,2 l Super                      | 1,2 l Super                      | 5,3 l Super                 | 5,4 l Super                 | —                |
| Tankinhalt                                  | 62 l                             | 60 l                             | 52 l                             | 52 l                             | 52 l                             | 52 l                             | 52 l                        | 52 l                        | —                |
| Batterie                                    | —                                | —                                | 9,98 kWh                         | 9,98 kWh                         | 15,98 kWh                        | 15,98 kWh                        | 8,3 kWh                     | 18,3 kWh                    | 59,10 kWh        |
| elektrische Reichweite                      | —                                | —                                | 51 km                            | 51 km                            | 81 km                            | 81 km                            | 51 km                       | 105 km                      | 401 km           |